# Lena Farugia
Lena Farugia (* 1. Juni 1951 in New York City als Nicolina Elizabeth Farruggia; † 18. Januar 2019 in Südafrika) war eine US-amerikanische Schauspielerin.
Sie wuchs in New York auf und studierte am Thomas Moore College, Fordham und der Columbia University.
Sie begann ihre berufliche Laufbahn in New York,  dann heiratete sie einen südafrikanischen Filmemacher und zog nach Südafrika. Dort machte sie eine Karriere als Schauspielerin, Drehbuchautorin, Regisseurin und Produzentin bei mehreren Film- und TV-Projekten. Bekannt wurde sie durch ihre Rolle als Dr. Ann Taylor in Die Götter müssen verrückt sein II von Jamie Uys als weibliche Hauptrolle.
Lena Farugia starb am 18. Januar 2019 in Südafrika.